# Rura Bangalore

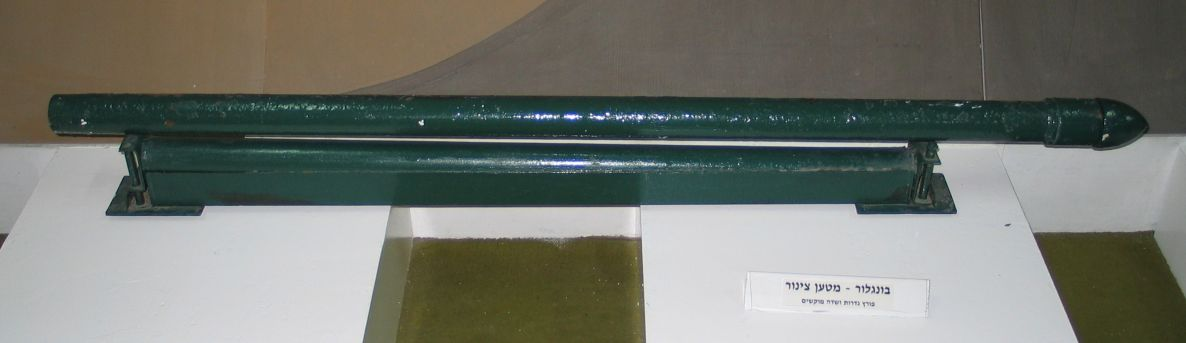
Pierwszy odcinek rury Bangalore w Muzeum Batej ha-Osef

Rura Bangalore – saperski ładunek wydłużony w formie rury (lub zestawu połączonych rur) wypełnionej materiałem wybuchowym. 
Nazwa pochodzi od miasta Bengaluru w Indiach, gdzie została zaprojektowana w 1912 roku przez brytyjskiego sapera kpt. McClintocka (z pułku Bengal, Bombay and Madras Sappers and Miners). Pierwotnie miała służyć do likwidacji przeszkód i  min-pułapek, będących pozostałością po działaniach podczas wojny burskiej i wojny rosyjsko-japońskiej.
Broń stworzono z myślą o szybkim niszczeniu zasieków podczas ataku (cięcie drutu kolczastego ręcznym narzędziem pod ostrzałem było bardzo niebezpieczne), lecz okazała się skuteczna także w oczyszczaniu pól minowych. Używano jej podczas I i II wojny światowej.